# 紀元前222年
紀元前222年（きげんぜん222ねん）は、ローマ暦の年である。
当時は、「グナエウス・コルネリウス・スキピオ・カルウスとマルクス・クラウディウス・マルケッルスが共和政ローマ執政官に就任した年」として知られていた（もしくは、それほど使われてはいないが、ローマ建国紀元532年）。紀年法として西暦（キリスト紀元）がヨーロッパで広く普及した中世時代初期以降、この年は紀元前222年と表記されるのが一般的となった。

## 他の紀年法
- 干支 : 己卯
- 日本
  - 皇紀439年
  - 孝霊天皇69年
- 中国
  - 秦 - 始皇25年
  - 斉 - 斉王建43年
  - 燕 - 燕王喜33年
  - 趙 - 代王嘉6年
- 朝鮮 :
- ベトナム :
- 仏滅紀元 : 325年
- ユダヤ暦 :

## できごと

### 共和政ローマ
- ウィリドマルスに率いられたガリア人のガエサタエとインスブレス族に、執政官マルクス・クラウディウス・マルケッルスの率いるローマ軍がクラスティディウムの戦いで勝利し、マルケッルスは自身の手でウィリドマルスを殺害した。この勝利によってマルケッルスは、ローマ史上3人目の、そして最後のスポリア・オピーマとなった。更にもう一人の執政官グナエウス・コルネリウス・スキピオ・カルウスと共にメディオラヌム（現在のミラノ）を陥落させた。

### ギリシア
- スパルタのクレオメネス3世はセラシアの戦いでアンティゴノス3世とアカイア同盟、パロスのデメトリオス率いるイリュリア、プトレマイオス3世率いるエジプトからなる同盟軍に敗れた。アンティゴノス3世の軍は他国の軍として史上初めてスパルタを占領した。
- ギリシアのほぼ全土がマケドニア王国の宗主権の下に置かれ、アンティゴノス3世は自身を首長としてヘレニズム同盟を再建した。

### セレウコス朝
- 将軍アカエウスの率いるセレウコス朝の軍は、6年前に奪われたアナトリアの領土をペルガモン王国から取り返した。
- ポントス王ミトリダテス2世は、娘のラオディケ3世をセレウコス朝の王アンティオコス3世に嫁がせた。また、別の娘を同時にアンティオコス3世の従兄弟アカエウスに嫁がせた。

### 中国
- 秦の王賁が遼東に逃亡した燕軍を殲滅し、燕王喜を捕虜にした。ここに秦は燕を征服した。
- 王賁が代(趙の亡命政権)を攻め、代王嘉を捕虜とし、代郡(現在の河北省蔚県西南)と遼東郡(現在の遼寧省遼陽市老城区)を置いた。
- 秦の王翦が楚の江南の地を平定し、百越の君を降伏させ、会稽郡を置いた。

## 死去
- アレクサンドリアのクテシビオス - 古代ギリシャの発明家、数学者